# Paolo Carnesecchi
Paolo Carnesecchi (... – Firenze, 1427) è stato un politico, mercante e mecenate italiano.

## Biografia
Figlio di Berto di Grazzino di Durante, il Gonfaloniere di Giustizia fiorentino del 1358, e fratello quindi di Zanobi e di Cristofano Carnesecchi, ambedue mercanti e uomini di rilievo nella politica fiorentina nel periodo a cavallo del quattrocento.
Abitava a Firenze nel popolo di Santa Maria Maggiore, gonfalone Drago, quartiere di San Giovanni ed era immatricolato nell'Arte dei Medici e degli Speziali, (a questa Arte erano immatricolati anche i pittori ) pur occupandosi degli affari più svariati come consuetudine dei mercanti fiorentini tra cui l'immatricolazione molto spesso era un atto di puro comodo.
Più volte fu console di questa Arte (così come i suoi fratelli Zanobi e Cristofano ) e questo lo mise in stretto contatto come vedremo con Masaccio e Masolino.
Al catasto fiorentino del 1427 i suoi figli ed eredi (Paolo era morto nel febbraio 1427) compaiono tra i titolari di una delle portate più ricche. Il che fa di Paolo uno dei grandi mercanti fiorentini nel periodo di fine XIV secolo.
Un episodio che si lega al suo nome riguarda le modalità di pagamento in uso ai suoi tempi. Si tratta di un ordine di trasferimento scritto su una cambiale, esempio di girata che merita la citazione di Raymond de Roover: si tratta di una cambiale spiccata l'11 aprile 1386 a Firenze da Iacopo Ardinghelli e Compagni su Antonio di messer Luca in Zara. Poiché il datore, la ditta Guido Fagni e Compagni, non aveva corrispondenti a Zara, si richiese al trattario di pagare a Nannino Pellacane di Venezia «o a chui vi scrivesse». In conseguenza il 4 giugno 1386 Nannino Pellacane scrisse una nota separata ordinando al trattario di pagare a Paolo di Berto Grazzini, allegandola alla cambiale. Il De Roover affermava nel 1970 a pagina 196 essere questo il più antico esempio conosciuto di questo procedimento.
Interessante come vedremo la sua presenza a Buda in Ungheria negli anni che precedono la sua morte come interessanti i suoi traffici con Pippo Spano (Filippo Scolari).
Nell'ultima parte della sua vita partecipò considerevolmente alla vita politica fiorentina. Fortemente appoggiato dal mondo delle Arti fu molto attivo nei consigli dove si schierò contro il partito della guerra come ci ricordano il contemporaneo Giovanni di Pagolo Morelli e studi storici successivi.
«Come dinanzi(dove si fece memoria delle novità furono nelli anni Domini 1393)è scritto, la balia si diè agli Ottantuno, la quale s'intese pe' più fusse per anni cinque, di poi durò per insino a questo dì: e durava sempre se non si fusse levata. Ritrovandosi Gonfaloniere di Giustizia Pagolo Carnesechi, dopo messere Cristofano, gli venne voglia, perché da molti cittadini ne fu consigliato, di levare la balia agli Ottantuno del porre il danaio ed eziandio del rimutare la imposta delle prestanze; e a questo fare bisognorono le quarantacinque fave nere, cioè Signori, Collegi e degli Otto; e così l'ebbe tutte. E levossi quella balia a dì venti di giugno 1404. Il populo ne fu molto lieto: uomini da guerra ne furono molto dolenti. Che Idio ci ristori!»
Personaggio politico di primo piano svolse la sua azione su tutto il territorio fiorentino lo vediamo per esempio presente per conto della Repubblica fiorentina alla revisione dello Statuto del comune di Montale:
citazione necessaria|..Item super trigesimoprimo capitulo dictarum additionum et capitulorum scripte manu ser Ugucci de Ortignano quod incipit Item considerati l'ultimo capitolo de' < vechi > statuti il quale dispone del palio che si dee offerire et cetera imprimis capitulum et ordinamentum cassaverunt et anullaverunt in totum et prò casso et anullato haberi voluerunt et ordinaverunt. Item prefati statutari providerunt et ordinaverunt quod omnia statuta, provisiones et ordinamenta facta de mense decembris et ianuarii anni 14** per dominos et collegia <nec non> per dictum Tomasium de S<chit>tis, Paulum de Carnesechis et alios socios tunc paciarios Comunis Florentie in civitate et comitatu Pistorii observ < vatione > et executione mandatione in omnibus et per omnia prout et sicut in ipsis contentum et scriptum est. Eo etiam addito quod statuta predicta et presens approbatio non duret nisi tribus annis proxime futuris et quod post dictum trienium nisi de uovo approbaverint nec valeant nec teneant..
Pur legato al partito mediceo(Simone, suo figlio, sarà nella Balia che decreterà il ritorno dall'esilio di Cosimo il vecchio), ebbe comunque uno spazio politico importante nel regime oligarchico albizzesco. E fu due volte estratto come Gonfaloniere di Giustizia.

## Sintesi della carriera politica
La sua carriera politica  è così sintetizzabile:
- 4 volte Priore nel 1400, nel 1409, nel 1415, nel 1422.
- 2 volte Gonfaloniere di giustizia 1404 e 1415.
- Buonuomo nel 1395, nel 1421, nel 1425.
- Gonfaloniere di compagnia nel 1393.
- Console delle arti per i medici e gli speziali 13 volte e per la Mercanzia 11 volte.
- Nei dieci di Balia nel 1405, quando si trattò di ricevere la città di Pisa in dedizione e di impadronirsi anche delle altre fortezze pisane.
- Nel 1407 fu commissario di Pisa.
- Nel 1417 fu ambasciatore a Bologna.[13][14][15][16]

## Storia dell'arte
La sua fama è però oggi particolarmente legata ai suoi rapporti con Masaccio, Masolino e Paolo Uccello.
Iscritto all'Arte dei medici e degli speziali insieme coi fratelli Zanobi e Cristofano ne fu console in modo quasi continuo tra il 1400 ed il 1426. era per lui facile conoscere i pittori che proprio all'Arte dei medici e degli speziali erano immatricolati secondo le leggi del regime corporativo.
Per la sua cappella in Santa Maria Maggiore, acquisita nel 1405, Paolo commissionò a Paolo Uccello un affresco a parete e a Masolino e a Masaccio un trittico (Trittico Carnesecchi) con le storie di Santa Caterina e San Giuliano.
Masolino aveva già lavorato per i Carnesecchi nel 1423 quando aveva dipinto per un loro matrimonio la Madonna Boni-Carnesecchi o Madonna di Brema (l'opera è datata e porta lo stemma dei Carnesecchi e lo stemma dei Boni).
Masaccio aveva già dipinto il Trittico di San Giovenale per l'omonima chiesa posta nel Reggello luogo da cui i Carnesecchi provenivano e dove avevano grandi proprietà.
Così la moderna storia dell'arte dice che nella cappella di Paolo Carnesecchi Masaccio e Masolino iniziarono quella collaborazione che sarebbe culminata poi nelle opere della più celebre Cappella Brancacci. E che sarebbe durata sino al trasferimento in Ungheria di Masolino, trasferimento legato alla committenza di Pippo Spano (Ungheria in cui come detto si trovava già anche Paolo Carnesecchi)
citazioni necessarie:
"Dipinse ancora in Santa Maria Maggiore accanto alla porta del fianco, la quale va a San Giovanni, nella tavola d'una cappella una Nostra Donna, Santa Caterina, e San Giuliano, e nella predella fece alcune figure piccole della vita di Santa Caterina e San Giuliano che ammazza il padre e la madre; e nel mezzo fece la Natività di Gesù Cristo, con quella semplicità e vivezza che era sua propria nel lavorare".
Nella cappella di Paolo Carnesecchi lavorò anche Paolo Uccello.
"Lavorò ancora in Santa Maria Maggiore in una cappella allato alla porta del fianco che va a San Giovanni, dove è la tavola e predella di Masaccio, una Nunziata in fresco, nella quale fece un casamento degno di considerazione e cosa nuova e difficile in quei tempi, per essere stata la prima che mostrasse con bella maniera agli artefici, e con grazia e proporzione mostrando il modo di fare sfuggire le linee, e fare che in un piano lo spazio che è poco e piccolo acquisti tanto, che paia assai lontano e largo; e coloro che con giudizio sanno a questo con grazia aggiungere l'ombre a' suoi luoghi ed i lumi con colori, fanno senza dubbio che l'occhio s'inganna, che pare che la pittura sia viva e di rilievo. E non gli bastando questo, volle anco mostrare maggiore difficultà in alcune colonne che scortano per via di prospettiva; le quali ripiegandosi rompono il canto vivo della volta dove sono i quattro evangelisti, la qual cosa fu tenuta bella e difficile; ed in vero Paolo in quella professione fu ingegnoso e valente".
Paolo Uccello era figlio di una Del Beccuto apparteneva quindi a una famiglia con cui i Carnesecchi avevano importanti legami di vicinato: le case su cui oggi sorge il Palazzo Orlandini Del Beccuto erano di proprietà di Paolo Carnesecchi come si evince dal Catasto 1427 ed erano antistanti, come si evince sempre dal Catasto 1427 a quelle dei Del Beccuto; politici : Deo di Deo Del Beccuto era stato più volte console dell'Arte dei medici e degli speziali; parentali : Andreuola Carnesecchi aveva sposato secondo Hugh Hudson lo stesso Deo di Deo.
La committenza di Paolo oltre a determinare l'inizio della collaborazione tra Masaccio e Masolino fu quindi circostanza dell'incontro tra due maestri della prospettivacome appunto Masaccio e Paolo Uccello.
Grazie alle chiarificazioni di Ugo Procacci abbiamo oggi la possibilità di riconoscere nel 1428 un preciso terminus ante quem: infatti in un atto notarile del 29 gennaio di quell'anno, si dichiara che Paolo di Berto di Grazzino de' Carnesecchi in suoi codicilli testamentari risalenti ad un anno prima (e cioè al gennaio 1426/27) aveva indicato i nomi delle persone cui sarebbe spettata la decisione circa l'elezione del cappellano "cappellae per eum ornatae et factae in dicta ecclesia Sanctae Mariae Maioris sub vocabulo Sanctae Catharinae et sui altaris, et alia plura ut latius et plenius constat per dictos codicillos". Si tratta evidentemente di disposizioni date dal testatore poco prima della morte, che infatti avvenne di lì a poco, il 6 febbraio 1426/27. Le persone deputate, tra cui la vedova del defunto, monna Simona, e i tre figli maschi del testatore adempivano ora all'incarico avuto e pochi giorni dopo l'ecclesiastico su cui era caduta la scelta (già identificato nell'atto precedente) ricevé la nomina ufficiale. In questa seconda parte del documento si hanno quelle specificazioni in più circa la cappella che permettono di circoscriverne la datazione: la si definisce infatti "cappellae et altaris Sanctae Catharinae erectae et factae per dictum olim Paulum patrem ipsorum in ecclesia Sancta Mariae Maioris de Florentia, fulcitae tabulae, paramentis et aliis ad dictam cappellam, necessariis pietrae et armis dicti Pauli designatae". Dall'atto notarile si può quindi dedurre che nel gennaio 1427 la tavola dell'altare era già stata fatta, ma non si può dire da quanto tempo.

## Discendenza
Paolo mori nel 1427 lasciando tre figli maschi: Simone, Antonio, Giovanni tutti appartenenti al ceto dirigente mediceo.